# 湯恩伯
湯恩伯（1899年9月20日—1954年6月29日），原名湯克勤，浙江金華府武義縣人，中華民國陸軍二級上將。

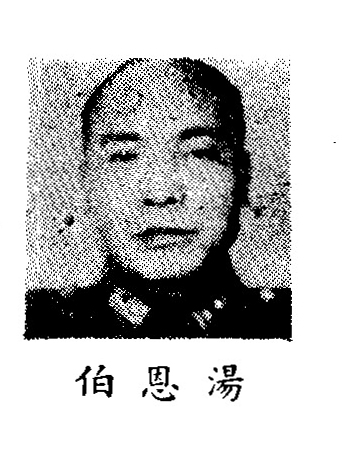

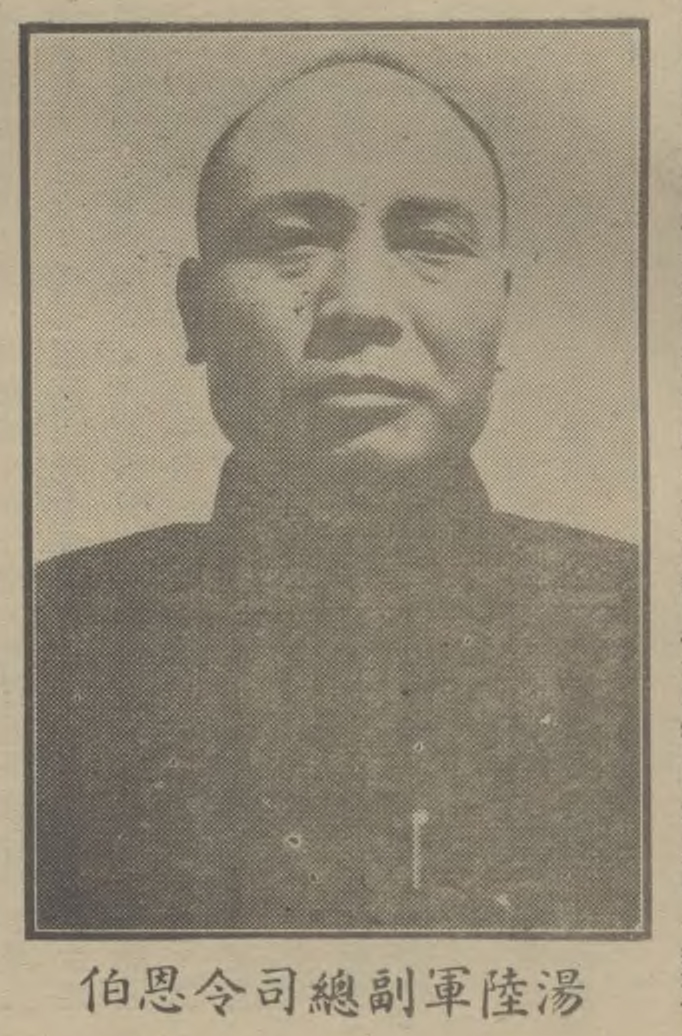

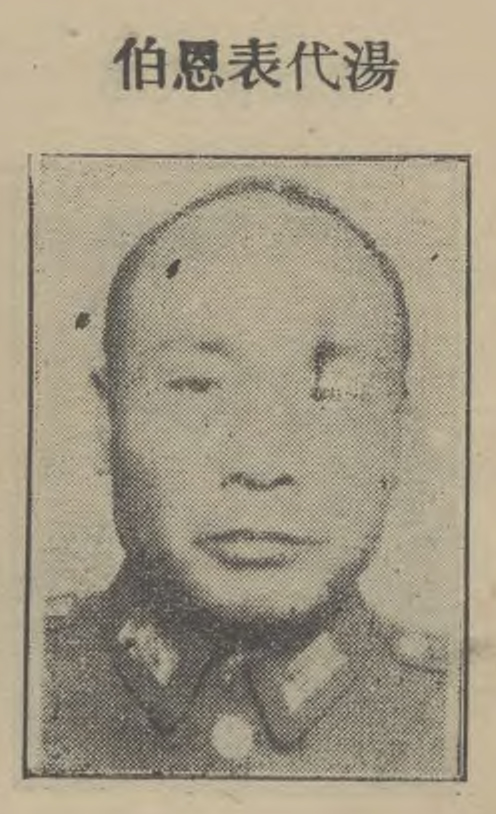

## 經歷

### 初年
汤恩伯于1899年出生于浙江省金華府武義縣汤村（现白洋街道汤村）。他在家乡武义县上完小学（现武义县壶山小学）后，1916年考入金华省立七中（现浙江金华第一中学）。后转学到私立杭州體育專校，1920年毕业。惹上官司遭县政府通缉，投入浙军陳儀部当排长。浙军被孙传芳打败，汤在杭州无出路，改名为汤恩伯。同乡富商童乐勋出資寻一人结伴留學日本，遂于1921年春一起赴日，学日语。1922年3月考入明治大學法科攻读政治经济学。1925年3月回上海写信给孙传芳请他保举考日本陸軍士官學校，遭拒绝后，经同学徐逸樵建议，设法谒见素不相识的陈仪，获得其推荐和经济资助，入读日本陆士第十八期步兵科。1927年夏，毕业回国，经陈仪保荐，入湖南陆军第一师任學兵連連長。1928年6月到南京中央陆军军官学校任军事教官，后任军校第六期上校總隊長、軍校教育處副處長。
1930年軍校成立教導師，任少将旅長。1930年中原大戰，任第四师副師長兼第十八旅旅长。1930年冬，参加围剿赣东北苏区，晋升为第二师师长。
1932年調任國軍中的嫡系，中央軍第八十九師長，參與圍攻鄂豫皖紅軍，晋升为第十纵队指挥官，下辖第89师、第4师。1933年底指挥第十纵队參加了平定閩變，1934年1月13日攻克福州。任赣粤闽湘鄂剿匪军第十纵队司令官，辖第四、第十、第八十八、第八十九师。1934年参加对中央苏区第五次围剿。攻占瑞金。
1935年升至中將，任第十三軍軍長。第十三軍為國民政府中央軍的嫡系主力之一。中央軍當時有「陳、胡、湯」之稱，湯即湯恩伯，陳、胡分別為陳誠和胡宗南。

### 中國抗日戰爭時期
中國抗日戰爭初期，1937年湯恩伯率國民革命軍第十三軍在冀、察地區编入傅作义的第七集团军，任前敌总指挥，辖第四、第二十一、第八十四、第八十九、第九十四师，在懷來、南口、居庸關一線與日軍血戰18日，直到張垣失陷；九月初，扩编为第20军团，辖第13军、第50军、第85军。
台兒莊會戰中湯恩伯所屬國民革命軍第八十五軍（王仲廉）第八十九師二六七旅、第四師（陳大慶）原本計劃支援守城部隊（王銘章部），但遭到日軍截擊於滕縣、臨城、官橋、虎山、三山一帶，未能及時支援王銘章師長作戰:81-87。湯恩伯第十三軍與日軍南口血戰一個多月，中國共產黨黨員范長江寫通訊讚不絕口。之後湯兼任第九戰區第一兵團總指揮，第三十一集團軍總司令。至1940年之間初轉戰華北，第三十一集團軍亦被日軍稱為「湯恩伯部」。1940年後，湯恩伯兼任豫皖蘇魯四省戰區（應為魯蘇豫皖邊區司令部）的行政長官。

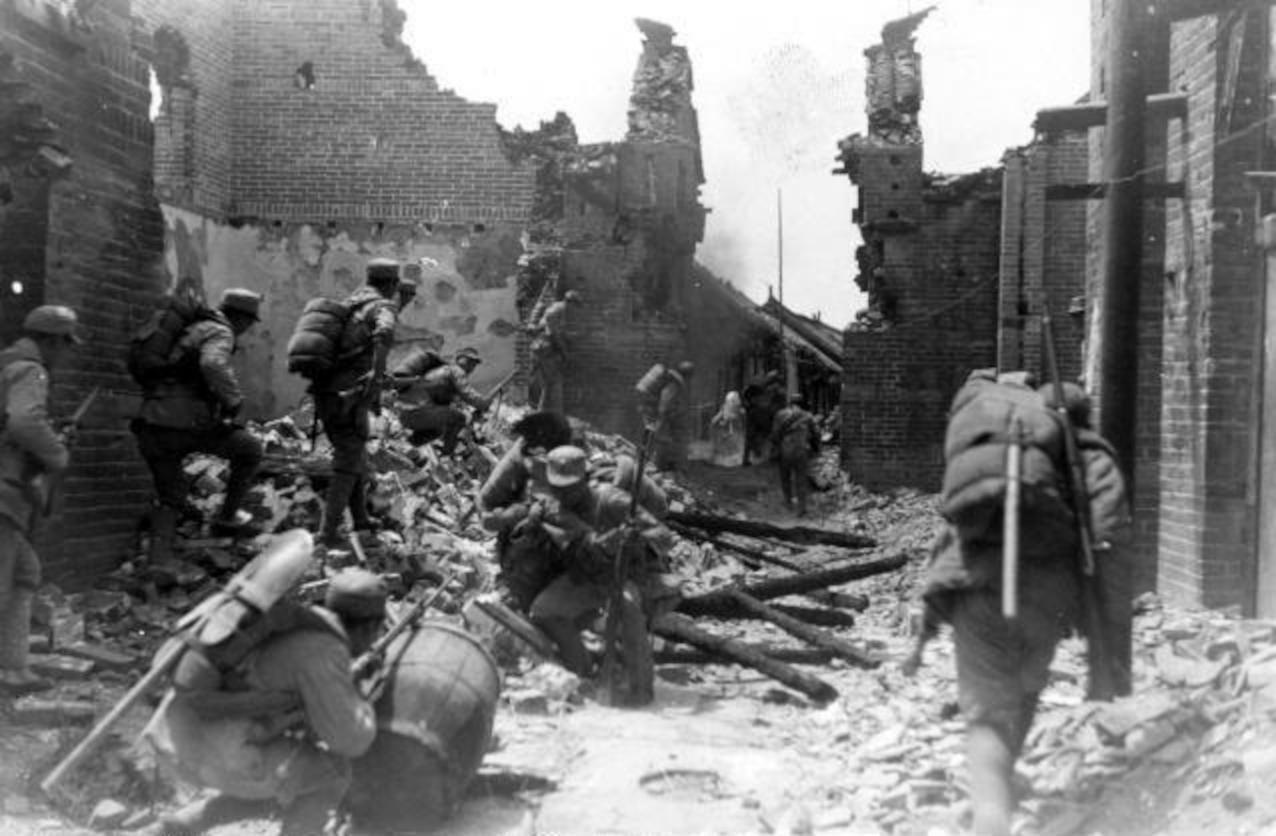
台兒莊會戰

1942年湯兼任第一戰區副司令，曾以40万军队驻河南等地。由於軍紀敗壞，河南人民對此不滿，並出現了「水、旱、蝗、湯，河南四荒」等諷刺之詞。河南方言原本為「河南四殃，水旱蝗蹚」。1943年1月17日，大公報記者張高峰在葉縣寄出通訊稿《飢餓的河南》，揭露河南的水、旱、蝗災給當地人民帶來的苦難，並批評政府無所作為。同時又有人指控湯恩伯放縱屬下騷擾平民。蔣中正得知後要求湯恩伯查明事實真相。1943年3月初，張高峰在葉縣被豫西警備司令部以「共黨嫌疑」為由逮捕和審訊，並被軟禁在方城縣。不久湯恩伯又將張高峰釋放。
1944年，日军全面进攻河南，由於湯恩伯部隊駐豫期間劣跡斑斑，第一戰區全面崩潰，湯部主力撤出华中。另據1944年9月蔣介石拍發予西安第一戰區司令長官陳誠電文中表示：「據豫省臨時參議會等報告，並准監察院彈劾蔣鼎文、湯恩伯等作戰不力，及貪污擾民等情一案，除將蔣鼎文撤職，湯恩伯撤職留任，並分別電覆外，合行抄發第一戰區此次作戰有關軍風紀文電摘要一件……」。該摘要如下：
豫省作戰，時未閱月，失縣三十餘，蔣長官湯副長官難辭其責，豫中各軍多湯直轄，似更為甚。湯逃避戰場，致軍失主將，聞風潰搶，魯山李青店間最慘，湯猶毫無覺悟，諉過民眾，以為屠殺豫民之張本。湯平時霸占許昌之捲煙廠、寶豐之廟村煤礦、南召之沙坪造紙廠，以及其他之酒精廠、製革廠、製鐵廠等。湯令河防部隊，勒收渡河費，包運違禁品出口。湯好貪而不練兵，干政而不愛民，民不堪擾，有「寧受敵寇燒殺，而不願湯軍駐紮」之諺。
 — 河南省臨時參議會感電大意，陳誠回憶錄
又針對1944年战事汤部溃败时被农民趁机缴械一事，有文章提出这些“农民”就是地方武装或近于土匪，如红枪会。最受损失的是蒋鼎文部，该部在豫西，那里正是河南土匪的大本营。“杨虎城部也被土匪攻击”，最大一股上官子平后来投共又反水时也攻击八路军。汤本人的卫队被攻击也是捕风捉影之說法。
後來湯本人調任黔湘桂邊區總司令。1944年12月独山陷落，陪都震动，蒋介石急調湯部孫元良國民革命軍第二十九軍由四川入貴州解圍。1945年4月至6月，汤恩伯任第三方面军司令，率第27集团军参加湘西会战，担负桂穗路防务。1945年7月，汤恩伯在廣西發動華南大反攻。1945年日本投降後，汤奉命進駐滬寧地區，任首都（南京市）衛戍司令。徐州綏靖公署第一兵團司令等职。

### 國共內戰

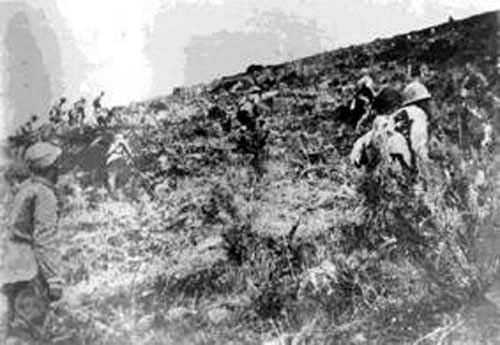
國共內戰

1946年2月15日，國民政府令：湯恩伯陸軍中將特加陸軍上將銜:7986。5月28日，國民政府特派湯恩伯為首都衛戍司令:8062。6月29日，國民政府特任湯恩伯、范漢杰為陸軍副總司令，任命毛邦初、王叔銘為空軍副總司令，任命黃維、陳良、何世禮為聯合勤務總司令部副總司令:8093。期间汤恩伯曾回到家乡武义，发表名为《农业为立国之本》的演讲，并筹资在战时绍兴稽山中学武义分部的基础上创立武义明招中学（现浙江省武义第一中学）并于1946年7月起担任第二任董事长。
1947年國共內戰爆發，湯指揮進攻山東解放軍控制區未能克敵，手下之國軍主力，张灵甫的整編七十四師在孟良崮戰役中被解放軍殲滅，湯因而被撤職，後轉任首都（南京市）衛戍司令。8月16日，國民政府令免去首都衛戍司令湯恩伯本職，派張鎮為首都衛戍司令:8397。不過隨後因黃泛區大會戰，有其戰功，因而又於1947年兼任陸軍副司令，並曾代理總司令，此為湯恩伯軍旅生涯最高職位。
1948年7月任衢州绥靖公署主任。1948年12月1日，蔣介石派湯恩伯兼京滬杭警備總司令:8741。湯負責隔江保護南京、上海。

### 撤離中國大陸
1949年1月18日，國防部遵蔣令，作以下人事任命：一、湯恩伯專任京滬杭警備總司令；二、衢州綏靖公署撤銷，改設福州綏靖公署，派朱紹良為福州綏靖公署主任；三、派張群為重慶綏靖公署主任；四、廣州綏靖公署主任宋子文專任廣東省政府主席，派余漢謀為廣州綏靖公署主任；五、台灣警備司令部擴大為警備總司令部，陳誠兼任總司令，派彭孟緝為副總司令:8781。
1949年1月21日，蔣發表文告宣布引退。代总统李宗仁对汤能否胜任表示质疑，在《李宗仁回憶錄》中曾說：“湯恩伯當一師長已嫌過份，你（蔣介石）竟還把這種人引為心腹。”1月31日，京滬杭警備總司令湯恩伯發表談話，宣稱中共如渡江，本人“決以全力保衛”；並稱“江防嚴密，絕無疏虞”；對擾亂秩序者，“決依戒嚴法令，嚴予懲處”:8798。3月19日赴溪口:169。
1949年5月6日，京滬杭警備總司令湯恩伯令派毛森兼任「東南人民反共救國軍」總指揮，「統一指揮東南地區各地游擊部隊，密切配合國軍作戰」:8916。5月8日，湯恩伯告訴美國駐上海總領事，解放軍3個軍正向上海推進，在常熟－蘇州線還有2個軍從杭州轉向嘉興，及另外3個師似乎就定位要進攻上海；他承認上海秩序將難維持:143。
1949年5月18日，湯恩伯經手從國庫第四批運往台灣黃金20萬兩:8919。不久，解放軍於渡江战役中得胜，随即占南京和上海，汤將所部撤往福建、台灣。期間與湯恩伯亦師亦友的陳儀試圖向湯策反，勸湯投奔中共，為湯恩伯所拒，並密報蔣介石，陳儀被捕，後陳被羈押至台北遭處決。
陳儀事件及政治上不受重用，讓湯恩伯感到無臉見親友，想到日本度過餘生。早在上海戰役時，湯恩伯就在做逃往日本的準備。據谷正綱等人透露，那時，湯恩伯知道守不住上海，便將其親信王文成、龍佐良偷偷派往日本，為其尋找避難所。
1949年5月6日，湯恩伯令親信從上海秘密將50萬美元軍費匯到美國一個朋友的賬戶上，再由這位朋友將錢轉匯給日本的王文成、龍佐良處。王文成初到日本時，未與中華民國政府的駐日機構取得聯繫。後來，湯恩伯考慮王文成、龍佐良無處領薪，便建議將兩人吸收到駐日軍事代表團工作，擔任編外顧問。
王文成、龍佐良一門心思為湯恩伯尋找退路。1949年7月，這兩人花3萬美元在日本東京近郊給湯恩伯買了一棟有22間房間的豪宅。湯恩伯在日本買房子後，不慎走漏了消息。
1949年8月，湯任福建省政府主席兼廈門警備司令。9月14日，行政院會議通過，簡派湯恩伯為福州綏靖公署主任:9009。10月7日，蔣介石抵廈門，「在湯恩伯寓所召集團長以上人員加以慰勉」:253。10月16日，解放军占领廈門後，湯恩伯將總部移到金門。10月20日午間，蔣介石急電駐守金門陣地之湯恩伯，告以：

「金門萬不能再失，必須就地督戰，負責盡職，不能請辭易將。」:258-259

湯恩伯督導李良榮第二十二兵團，在胡璉第十二兵團部分抵金門後，參酌日本顧問根本博之建議，讓渡海进攻金門的解放軍全數陣亡、被俘，是為古寧頭戰役（金門戰役）。之後前往台灣任中華民國總統府戰略顧問。
1950年2月2日，路透社從東京發出一條新聞：《蔣介石透過一個中國高層官員在日本東京近郊購豪宅》。蔣介石得知後大罵道：“混賬！怪不得上海和東南沿海敗得那麼快，原來他（湯恩伯）早作了逃往日本的準備！”
1950年3月，湯恩伯以召募日籍志願軍反攻大陸為由，決定去日本。湯恩伯上飛機後，機上驗票人員要他出示赴日證件。湯恩伯聲稱是受政府委派到日本執行特殊任務，未辦簽證。機上工作人員要他下飛機，他堅決不下，並與工作人員發生激烈爭吵。蔣介石判斷湯恩伯想逃往日本，於是下令阻止。幾名軍警接到命令後，強行將湯恩伯拉下了飛機。
1953年，湯任駐日本軍事代表團團長，但數月後被免職，後經友人協助，遷居東京。
1954年，湯恩伯於日本慶應義塾大學醫院治療胃疾時因併發症逝世，享年54歲。

## 家庭
1918年，湯恩伯和同鄉的元配馬阿謙结婚，育有一子湯建元。1926年，湯和馬離婚，娶第二任妻子王竟白（王錦白），育有四女（一說三女）一子，分別為汤国梅、汤国兰、汤国芳以及儿子汤建平。1946年，無錫“丝茧大王”钱凤高將22歲女兒钱婉华嫁給47歲的湯恩伯，故錢婉華極可能是湯之妾室。1950年，陳儀伏法後，王竟白（陳儀之義女）帶三女一子赴美定居，但最小的女儿汤国丽（一說為錢婉華之女）則留在台湾。1954年，湯恩伯病逝於日本，據傳錢婉華也移居美國。

## 纪念
位于浙江省武义县的汤恩伯故居于1998年被列为武义县的文物保护单位，但文物保护碑于2008方才设立。当地村民将故居前的道路称为“公馆路”。